# Greenfield (Minnesota)
Greenfield és una població dels Estats Units a l'estat de Minnesota. Segons el cens del 2000 tenia 2.544 habitants.

## Demografia
Segons el cens del 2000, Greenfield tenia 2.544 habitants, 817 habitatges, i 674 famílies. La densitat de població era de 48,1 habitants per km².
Dels 817 habitatges en un 46,6% hi vivien nens de menys de 18 anys, en un 71,5% hi vivien parelles casades, en un 6,1% dones solteres, i en un 17,5% no eren unitats familiars. En el 12% dels habitatges hi vivien persones soles el 2,8% de les quals corresponia a persones de 65 anys o més que vivien soles. El nombre mitjà de persones vivint en cada habitatge era de 3,11 i el nombre mitjà de persones que vivien en cada família era de 3,39.
Per edats la població es repartia de la següent manera: un 33,8% tenia menys de 18 anys, un 7,5% entre 18 i 24, un 33,7% entre 25 i 44, un 21,2% de 45 a 60 i un 3,8% 65 anys o més.
L'edat mediana era de 33 anys. Per cada 100 dones de 18 o més anys hi havia 103,7 homes.
La renda mediana per habitatge era de 80.933 $ i la renda mediana per família de 86.032 $. Els homes tenien una renda mediana de 50.784 $ mentre que les dones 33.875 $. La renda per capita de la població era de 29.270 $. Entorn del 0,7% de les famílies i el 2,5% de la població estaven per davall del llindar de pobresa.

## Poblacions més properes
El següent diagrama mostra les poblacions més properes.